# Niamh
Nella mitologia irlandese e celtica, Niamh (pronuncia [niəv] o [niv]) era figlia di Manannan mac Lir e regina di Tír na nÓg.

## Niamh ed Oisín
Innamoratasi di Oisín, poeta e guerriero della Fianna figlio di Fionn mac Cumhail, andò in Irlanda sul suo destriero Embarr per rapirlo.
Benché profondamente innamorato di Niamh, ed affezionato ai due figli avuti da lei, Oscar e Plor na mBan, dopo tre anni a Tír na nÓg Oisín  iniziò a sentire la mancanza della sua terra e decise di tornare a casa per rivedere i suoi cari. Niamh gli prestò Embarr, che poteva galoppare senza toccare terra, e gli fece promettere di non toccare mail il suolo.
I tre anni trascorsi a Tir na nÓg risultarono 300 in Irlanda, e quando Oisín toccò terra dopo essere caduto di sella, gli piombarono addosso facendolo invecchiare rapidamente. Nel frattempo Niamh, che aveva messo alla luce sua figlia, tornò in Irlanda a cercarlo, trovandolo morto.

## Curiosità
Nella Marina irlandese una nave è stata chiamata LÉ Niamh (P52) in suo onore.